# Stanisław Michałowski (polityk)
Stanisław Michałowski (ur. 25 października 1903 w Kórniku, zm. 30 września 1984 tamże) – polski działacz polityczny i samorządowy, wiceprezydent Grudziądza (1933–1939), członek Związku Odbudowy Rzeczypospolitej i Zjednoczenia Demokratycznego, żołnierz Armii Krajowej, działacz NSZZ „Solidarność” Rolników Indywidualnych w Wielkopolsce.

## Życiorys

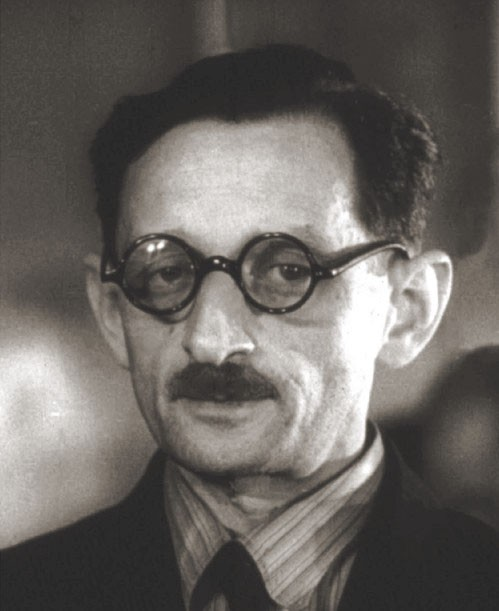

Był synem tzw. „mieszczan rolnych”, czyli właścicieli miejskiego gospodarstwa rolnego (cives agricolae, Ackerbürger) w Kórniku pod Poznaniem: Franciszka Michałowskiego i Anny z domu Szelążkiewicz. Uczył się w szkole powszechnej w Kórniku, a od 1913 w gimnazjum w Kościanie, skąd w 1916 przeniósł się do gimnazjum w Śremie. tam wstąpił do tajnego skautingu. Podczas wojny 1920 r. wstąpił na ochotnika do wojska (pełnił służbę garnizonową). W 1923 zdał maturę w Gimnazjum im. Marcinkowskiego w Poznaniu. Następnie krótko pracował w Zakładzie dla Chłopców w Kórniku jako wychowawca sierot (wolontariusz).
W latach 1923–1928 studiował prawo na Uniwersytecie Poznańskim. W tym czasie działał w takich organizacjach młodzieżowych, jak Organizacja Młodzieży Narodowej, Związek Polskiej Młodzieży Demokratycznej, Związek Młodzieży Pracującej „Orlę”, Związek Młodzieży Polskiej ZET. Po ukończeniu studiów podjął pracę zawodową, najpierw w starostwie w Odolanowie, potem w Magistracie miasta Grudziądza na stanowisku naczelnika Wydziału Opieki Społecznej, gdzie prowadził liczne akcje pomocy dla osób bezrobotnych i bezdomnych. Jednocześnie działał w Polskim Związku Zachodnim, dochodząc do funkcji wiceprezesa Zarządu Wojewódzkiego i członka Rady Naczelnej, oraz w Związku Związków Zawodowych w Grudziądzu jako jego przewodniczący.
W 1933 został wiceprezydentem Grudziądza. W latach 1935–1938 był posłem na Sejm RP. Krótko przed wybuchem wojny miejscowi Niemcy obciążyli go, jako przedstawiciela władz polskich, winą za tragiczną śmierć uczestnika niemieckiego wiecu wyborczego w Grudziądzu.
Podczas wojny obronnej w 1939 kierował mobilizacją w Grudziądzu, a następnie ewakuacją jego władz. Wraz z rodziną udał się na wschodnie tereny Polski. Niemcy poszukiwali go listem gończym, był też poszukiwany przez Einsatzkommando jako przeznaczony do rozstrzelania. Zimą 1940 r. jego rodzina (matka, żona i dzieci), powróciła do Wielkopolski, ogłaszając jego śmierć, a on sam, po zmianie nazwiska na Michał Józefowicz, znalazł się w zajętym przez Sowietów Lwowie skąd przeszedł do Międzyrzeca (powiat równieński ówczesnego województwa wołyńskiego). Dotrwał tam do wybuchu wojny niemiecko-sowieckiej w czerwcu 1941, a następnie przedostał się do Warszawy, gdzie zaangażował się w działalność konspiracyjną w Związku Odbudowy Rzeczypospolitej.
Wkrótce zaczął także działać w referacie „P” (inny kryptonim „C”) Wydziału Informacji w Biurze Informacji i Propagandy KG AK. Zajmował się kwestiami walki cywilnej i oporu społecznego. Jednocześnie pełnił obowiązki sekretarza generalnego Społecznej Organizacji Samoobrony. Wiosną 1942 był współzałożycielem organizacji Zachód zajmującej się kontaktami z Polakami przebywającymi na terenie Rzeszy oraz organizującej tam sabotaż. W 1944 został wiceprzewodniczącym partii Zjednoczenie Demokratyczne, wchodzącej w skład Rady Jedności Narodowej.
Brał udział w Powstaniu Warszawskim w składzie placówki informacyjno-radiowej BiP „Anna” działającej do końca walk na terenie Śródmieścia. Po klęsce Powstania wyszedł z miasta wraz z ludnością cywilną. Nadal działał w BiP KG AK (z siedzibą w Piotrkowie Trybunalskim) na stanowisku inspektora i oficera ds. specjalnych.
Jako przedstawiciel Zjednoczenia Demokratycznego udał się 28 marca 1945 do Pruszkowa na rozmowy z Sowietami i wraz z pozostałymi 15 przedstawicielami Polskiego Państwa Podziemnego został podstępnie aresztowany i wywieziony samolotem do Moskwy. Po blisko 3-miesięcznym śledztwie w więzieniu na Łubiance był sądzony w dniach 20-21 czerwca 1945 w słynnym Procesie szesnastu. Sowieci postawili mu zarzuty, że ...brał udział w destrukcyjnej robocie destrukcyjnych polskich organizacji na terytorium Polski w zapleczu Armii Czerwonej, wiedział o niewypełnieniu przez kierowników nielegalnych organizacji rozkazów radzieckiego dowództwa wojskowego dotyczących zdania stacji radiowych, drukarni, broni i amunicji, które były wykorzystywane w celach przestępczych. Jako jeden z nielicznych został jednak uniewinniony, po czym w końcu czerwca powrócił do Polski i zamieszkał wraz z rodziną w Poznaniu.
Pracował w Okręgowym Urzędzie Likwidacyjnym w Poznaniu jako inspektor, a następnie wicedyrektor. Jednocześnie wstąpił do Stronnictwa Demokratycznego i reaktywowanego Polskiego Związku Zachodniego. W lipcu 1948 został aresztowany przez UB pod zarzutem sabotażu. W styczniu 1950 r. skazano go na 9 lat więzienia. W czerwcu 1952 wyszedł na wolność, ale w dalszym ciągu inwigilowało go UB. Ponieważ miał duże trudności ze znalezieniem pracy umysłowej, musiał podjąć pracę robotnika magazynowego w Poznańskim Przedsiębiorstwie Instalacji Przemysłowych.
Od 1955 do przejścia na emeryturę w 1968 pracował w Wojewódzkim Przedsiębiorstwie Geodezyjnym Gospodarki Komunalnej w Poznaniu. Następnie zamieszkał w rodzinnym Kórniku, gdzie prowadził gospodarstwo rolne, a jednocześnie działał w miejscowym Kółku Rolniczym. Udzielał się też w pracy społecznej, m.in. dawał porady prawne rolnikom w procesach o ziemię. W 1980 został przewodniczącym Zarządu Gminnego NSZZ RI „Solidarność”.
Pod koniec życia napisał wiele tekstów wspomnieniowych i opracowań historycznych dotyczących udziału w konspiracji, zwłaszcza w organizacji Zachód i Biurze Informacji i Propagandy KG AK. Zmarł 30 września 1984, pochowano go w rodzinnym grobie na cmentarzu w Kórniku.

## Życie prywatne
W 1929 ożenił się z Julią Kapczyńską, z którą mieli dwoje dzieci: Bogusławę (ur. 1931) i Zygmunta (młodszy). Ich córka, Bogusława Michałowska-Kowalska, była plastykiem i projektowała meble (razem ze swoim mężem Czesławem Kowalskim), a także zajmowała się architekturą wnętrz i malarstwem. Wnuk Stanisława, Jacek Kowalski, jest historykiem sztuki (wykładowcą Uniwersytetu im. Adama Mickiewicza w Poznaniu) oraz poetą, pieśniarzem i tłumaczem literatury starofrancuskiej.

## Upamiętnienie
W 2005 r. w Wielkopolskim Muzeum Niepodległości w Poznaniu zaprezentowano wystawę dotyczącą jego losów pt. Od Kórnika do Moskwy. Stanisław Michałowski – polityk, społecznik i żołnierz.
W Kórniku znajduje się ulica Stanisława Michałowskiego.
W Grudziądzu 25 września 2018 r. odsłonięto tablicę upamiętniającą Józefa Włodka (prezydenta tego miasta w latach 1920-1939) i Stanisława Michałowskiego (wiceprezydenta w latach 1934-1934).
Wnuk Stanisława Michałowskiego, Jacek Kowalski, upamiętnił go w kilku swoich piosenkach (Nagrobek mojemu dziadkowi, panu Stanisławowi Michałowskiemu, a także Powój, Perz i Mlecz. O nas oraz Proces 16 albo sen). Poświęcił mu również cykl audycji radiowych, w których wykorzystał nagrania swoich rozmów z nim w latach 70. XX wieku.   